# 黃吻裸頂鯛
黃吻裸頂鯛，為輻鰭魚綱鱸形目鱸亞目龍占魚科的其中一種，分布於西太平洋區，包括泰國、馬來西亞、印尼、越南、柬埔寨、新加坡、汶萊、菲律賓等海域，棲息深度20-80公尺，體長可達35公分，棲息在沙泥、礫石底質海域，屬肉食性，以腹足類為食，可做為食用魚。

## 擴展閱讀
維基物種上的相關：黃吻裸頂鯛